# Die Another Day (singel)
Die Another Day – pierwszy singel ze ścieżki dźwiękowej do filmu Die Another Day, wydany w październiku 2002 roku. Piosenka później trafiła także na album Madonny American Life. Na listach przebojów w USA najwyżej był na 8. miejscu (Billboard), natomiast w Wielkiej Brytanii na 3 (Top 75 Singles). Madonna poza nagraniem motywu przewodniego do 20 odcinka przygód Jamesa Bonda zagrała w nim także epizodyczną rolę Verity, instruktorki szermierki o homoseksualnych skłonnościach. „Die Another Day” przez 11 tygodni był najlepiej sprzedającym się singlem w USA. Poza tym singel był na pierwszym miejscu list przebojów w Hiszpanii przez 4 tygodnie.

## Piosenka
Napisana i wyprodukowana przez duet Madonna - Mirwais Ahmadzaï, skomponowana w tonacji c-moll.
 Tekst opowiada o wewnętrznej walce człowieka z różnymi obliczami jego własnego ego.
 Spośród motywów przewodnich filmów o Jamesie Bondzie piosenka wyróżnia się nowoczesną aranżacją i elektronicznym brzmieniem. Utwór uzyskał nominację do nagrody Złoty Glob w kategorii „Najlepsza Piosenka Oryginalna” w 2003 roku.

(Posłuchaj fragmentu)

## Teledysk
Podobnie jak w powstałym rok wcześniej teledysku „What It Feels Like for a Girl” jest w nim wiele przemocy. Madonna występuje tu w trzech rolach. Główna bohaterka, podobnie jak James Bond w czołówce filmu, jest torturowana przez koreańskich żołnierzy; natomiast dwa przeciwstawne oblicza jej osobowości toczą walkę w Muzeum Jamesa Bonda. W sali białej znajdują się przedmioty związane bezpośrednio z jego osobą, natomiast w sali czarnej gadżety związane z jego przeciwnikami. Na ciele głównej bohaterki pojawiają się rany podobne do tych, które zadają sobie nawzajem przeciwstawne osobowości.
 Wideoklip należy do najdroższych w karierze Madonny. Koszt jego realizacji przekroczył sumę 6 milionów $ a zdjęcia trwały 3 dni.

## Wersje utworu
- Album Version (4:27)
- Radio Edit (3:30)
- Dirty Vegas Main Mix (10:10)
- Dirty Vegas Main Dub (9:10)
- Dirty Vegas Radio Edit (4:24) Promo Only
- Thunderpuss Club Mix (9:26)
- Felix Da Housecat/Thee RetroLectro Mix (7:00)
- Felix Da Housecat/Thee RetroLectro Radio Edit (3:41) Promo Only
- Felix Da Housecat/Thee Die Another Dub (8:33) Promo Only
- Brother Brown Bond-Age Club (7:51)
- Brother Brown Bond-Age Dub (7:19) Promo Only
- Brother Brown Bond-Age Radio Edit (3:36) Promo Only
- Deepsky Mix (7:29)
- Deepsky Dub (7:35) Promo Only
- Deepsky Radio Edit (4:12) Promo Only
- Calderone & Quayle Afterlife Mix (8:52)
- Calderone & Quayle Afterlife Dub (10:08) Promo Only
- Richard „Humpty” Vission Electrofried Mix (6:02)
- Richard „Humpty” Vission Electrofried Radio Edit (3:36) Promo Only
- DJ Tiësto Mix (10:13) Unreleased